# قوباداغ
قوباداغ (به ترکمنی: Gubadag، قوُباداغ) یک منطقهٔ مسکونی در ترکمنستان است که در استان داش‌اغوز واقع شده‌است.
تا پیش از ۹ نوامبر ۲۰۲۲، این شهر مرکز شهرستان قوباداغ بود. اما در این تاریخ، این شهرستان منحل شده و اراضی آن، منجمله شهر قوباداغ، به شهرستان بولدوم‌ساز ملحق شدند.